# Yolgeçmez, Selim
Yolgeçmez là một xã thuộc huyện Selim, tỉnh Kars, Thổ Nhĩ Kỳ. Dân số thời điểm năm 2010 là 440 người.